# Oxyrhachis fenestrata
Oxyrhachis fenestrata är en insektsart som beskrevs av Capener 1962. Oxyrhachis fenestrata ingår i släktet Oxyrhachis och familjen hornstritar. Inga underarter finns listade i Catalogue of Life.